# Bocana speculifera
Bocana speculifera är en fjärilsart som beskrevs av Holland 1900. Bocana speculifera ingår i släktet Bocana och familjen nattflyn. Inga underarter finns listade i Catalogue of Life.